# Albion (Illinois)
Albion város az USA Illinois államában. Lakosainak száma 1971 fő (2020. április 1.).

## Népesség
A település népességének változása:
| Lakosok száma | 1933 | 1988 | 1971 |
|               | 2000 | 2010 | 2020 |